# Јесењи салон
Јесењи салон (фр. Salon d'Automne), изложба радова младих умјетника која се одржава сваке јесени у Паризу од 1903. године. 
Јесењи салон је основан као алтернатива конзервативном званичном Салону. Такође је био алтернатива Салону независних, који је био либералан, али је имао политику да свако ко се пријави може да излаже, што је на концу доводило до осредњег квалитета изложби. Оснивачи Јесењег салона су група умјетника и пјесника међу којима су били Ежен Каријер, Пјер-Огист Реноар, Жорж Руо, Едуар Вијар, Жорис-Карл Хјузманс, Емил Верхарен, под вођством архитекте Франца Журдена. Одлучили су да створе сопствену организацију са циљем да пожеле добродошлицу сваком умјетнику који жели да се придружи, да бирају жири за нове изложбе тако што ће нови чланови групе извлачити сламчице, и да декоративној и примјењеној умјетности дају исти статус као и лијепим умјетностима. 
Први Јесењи салон је одржан 31. октобра 1903. године у Малој палати (Petit-Palais). Организатори су одабрали јесен за своје изложбе јер се већина других изложби у Паризу одржавала у прољеће и љето. Јесењи салон је био значајно средиште за развој модерне умјетности у Европи. Рани салони су укључивали и ретроспективне изложбе постимпресионистичких сликара попут Пола Гогена (1903 и 1906.), и Пола Сезана (1907). Изложбе су помогле успостављању међународне славе ових умјетника и такође се показале као догађај који је утицао на каријере многих других умјетника. Најпознатија таква изложба је била она из 1905. године, када су сликар Анри Матис и његове колеге добили име фовисти („дивље звијери”) због неспутане употребе чистих, ненатуралистичких боја у својим сликама. 